# تاسکوویچی
تاسکوویچی (به صربی: Taskovići) یک منطقهٔ مسکونی در صربستان است که در Gadžin Han واقع شده است.